# Conselheiro-Chefe de Bangladesh
Conselheiro-Chefe era o chefe do governo interino da República Popular do Bangladesh que atuava como chefe de governo por 90 dias durante a transição entre um governo eleito para outro no decorrer do mandato do governo interino. O governo interino era mandatado apenas para a realização das eleições parlamentares no Bangladesh. O Conselheiro-Chefe chefiava um Comitê Consultivo composto por dez conselheiros. Com poderes aproximadamente equivalentes aos do primeiro-ministro de um governo eleito, seu poder executivo era restringido por certas limitações constitucionais. Assim como os outros conselheiros, o Conselheiro-Chefe era selecionado a partir de indivíduos politicamente neutros de modo a ser aceitável para todos os principais partidos políticos.

## Lista de Conselheiros-Chefes de Bangladesh
| # | Nome (Nascimento - Morte)                                 | Retrato | Inicio do mandato     | Fim do mandato        | Partido politico                 |
| - | --------------------------------------------------------- | ------- | --------------------- | --------------------- | -------------------------------- |
| 1 | Muhammad Habibur Rahman (1930–2014)                       |         | 30 de março de 1996   | 23 de junho de 1996   | Independente                     |
| 2 | Latifur Rahman (1936–2017)                                |         | 15 de julho de 2001   | 10 de outubro de 2001 | Independente                     |
| 3 | Iajuddin Ahmed (1931–2012) Presidente e Conselheiro-Chefe |         | 29 de outubro de 2006 | 11 de janeiro de 2007 | Independente                     |
| — | Fazlul Haque (1938–) Conselheiro-Chefe interino           |         | 11 de janeiro de 2007 | 12 de janeiro de 2007 | Independente                     |
| 4 | Fakhruddin Ahmed (1940–)                                  |         | 12 de janeiro de 2007 | 6 de janeiro de 2009  | Independente (com apoio militar) |
| 5 | Muhammad Yunus (1940-)                                    |         | 8 de agosto de 2024   | No cargo              | Independente                     |